# Rakouská společnost státní dráhy
Rakouská společnost státní dráhy (německý oficiální název: k. k. privilegierte österreichische Staatseisenbahn-Gesellschaft, maďarský název Cs. k. szab. Osztrák-Magyar Államvasúttársaság, francouzsky: Compagnie des chemins de fer de l'État autrichien, známá též pod zkratkou StEG, pozdější oficiální název Rakousko-Uherská společnost státní dráhy) byla privátní železniční společnost v Rakousku-Uhersku, vlastnící a provozující železniční tratě v obou částech monarchie.

## Vznik společnosti

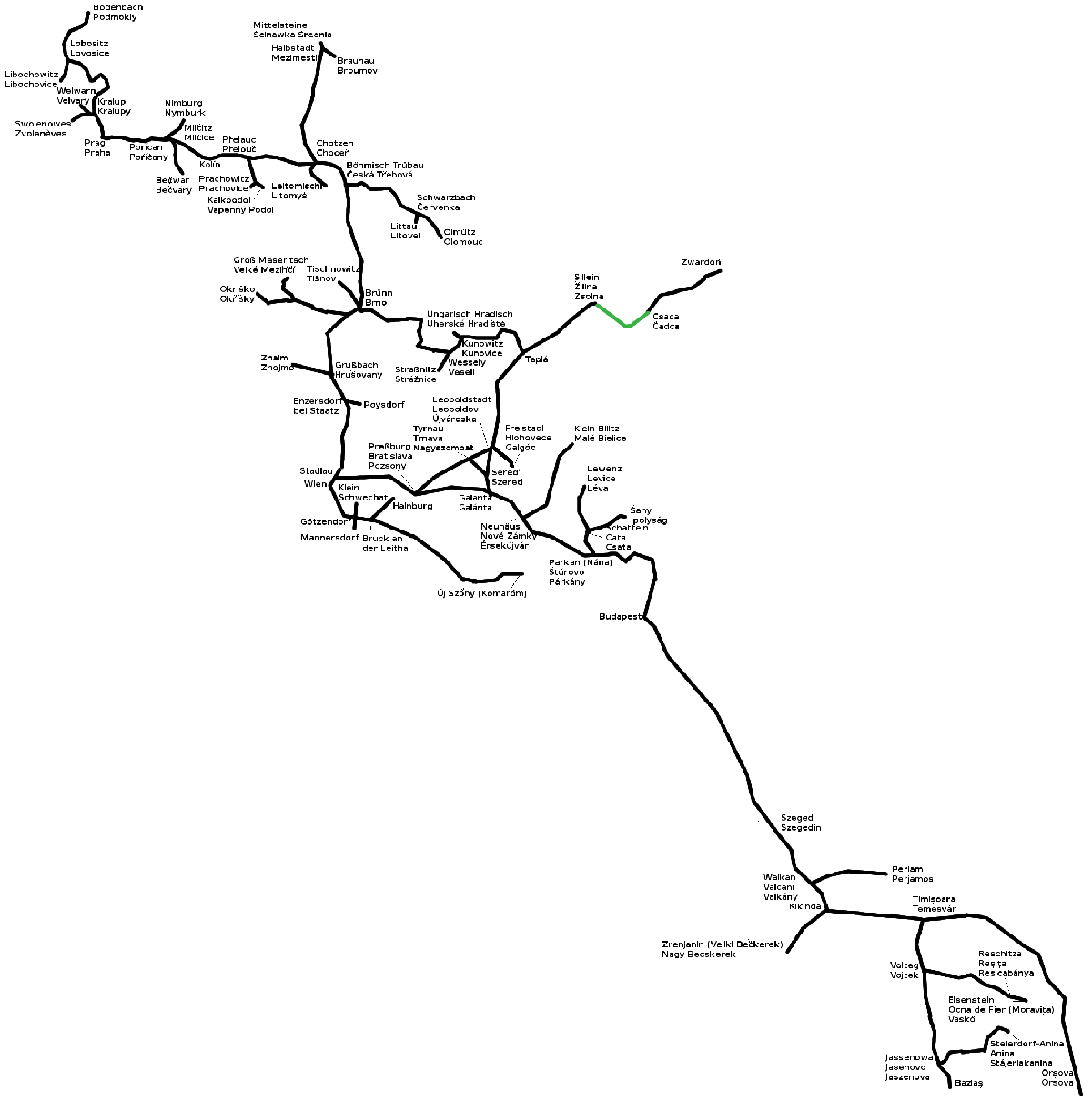
Síť železnic Rakouské společnosti státní dráhy. Na mapě jsou zakresleny dráhy v obou částech monarchie. Železnice StEG v uherské části byly zestátněny již roku 1891, tedy ještě před dobudováním některých místních drah v rakouské části.

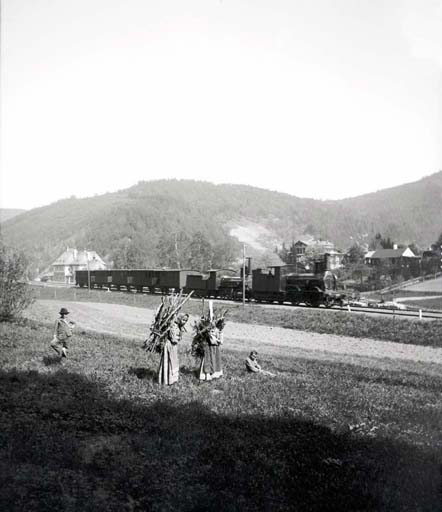
Vlak Rakouské společnosti státní dráhy u Adamova v roce 1893

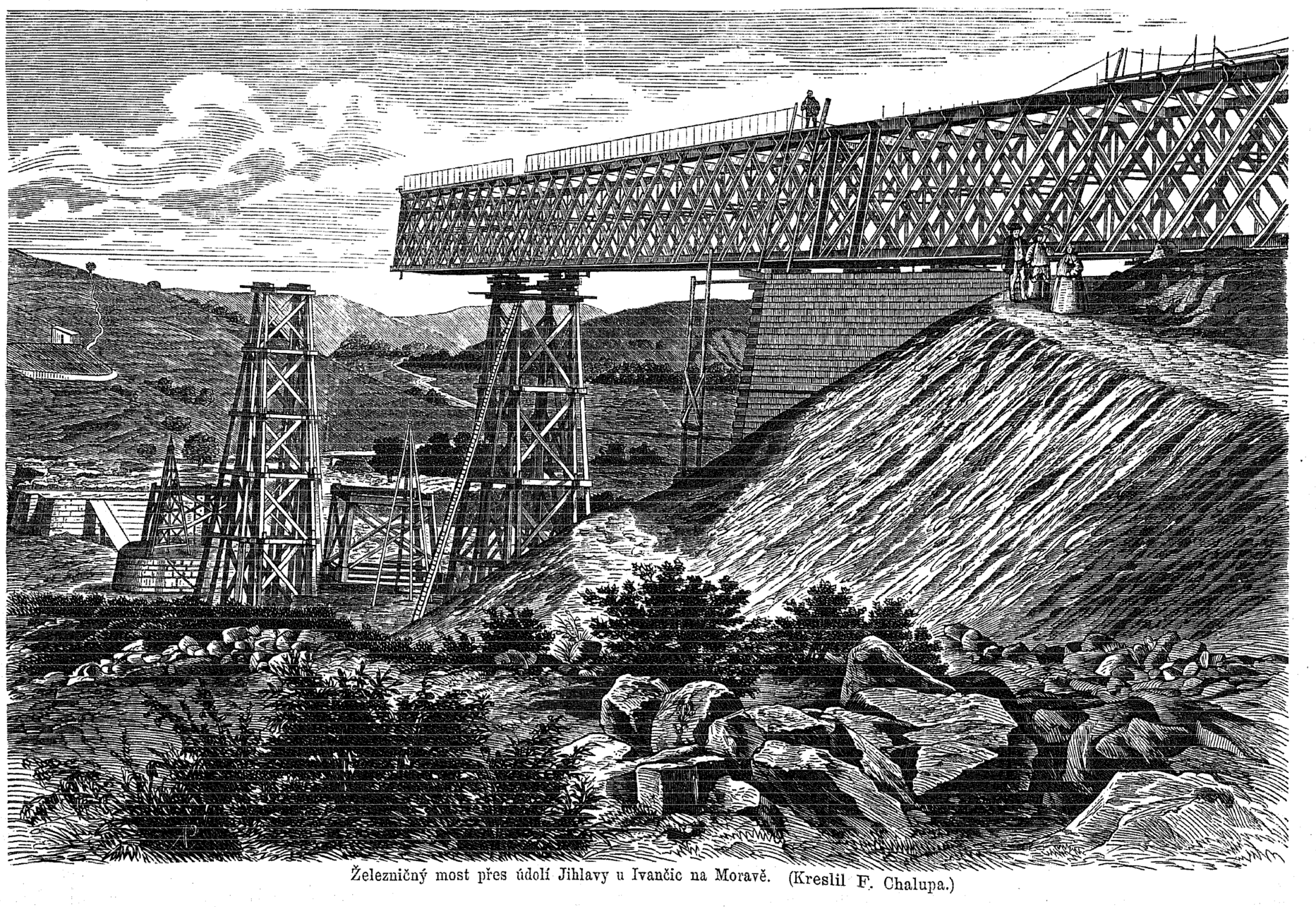
Obrázek ze stavby Ivančického viaduktu na trati StEG mezi Vídní a Brnem. Montáž prováděla francouzsko-belgická firma v té době neobvyklou metodou podélného vysouvání. Viadukt se tak stal prvním celokovovým mostem v celém Rakousku.

Privátní společnost vznikla prodejem Severní státní dráhy a Jihovýchodní státní dráhy ze státního majetku francouzským investorům. Důvodem prodeje byla tíživá situace státní pokladny, jejíž nedobrý stav už začínal ohrožovat samotný chod státu. Proto bylo v roce 1854 jednáno o prodeji mj. i státních drah, které byly budovány od roku 1841. Zmíněné dráhy přešly od 1. ledna 1855 do soukromého majetku. Investoři tak za 94 milionů zlatých získali 1 100 km železnic. Jednalo se o tratě Brno - Praha - Podmokly (Děčín), Olomouc - Česká Třebová, a Marchegg - Bratislava - Budapešť - Segedín.

## Dobudování vlastní sítě
Byly to tedy dvě navzájem nespojené sítě, o jejichž propojení musela společnost vést boj s konkurenční Severní drahou císaře Ferdinanda (KFNB), jelikož součástí kupní smlouvy mezi státem a novými vlastníky byla též podmínka, že stát musí umožnit propojení sítí přes Brno. Problém byl v tom, že stát samotný zaručoval spojení Vídeň - Brno v privilegiu z roku 1836 udělenému Severní dráze Ferdinandově. Spojení však přesto bylo v letech 1866–1870 vybudováno, a to v trase Štadlava (Stadlau) u Vídně – Mistelbach – Lava nad Dyjí (Laa an der Thaya) – Hevlín – Hrušovany / Šanov – Moravský Krumlov – Střelice u Brna. Velkou část trati postavila firma sama, pro její část v blízkosti Brna využila koleje Brněnsko-rosické dráhy, kterou odkoupila. Trať byla stavebně i provozně náročná a směrově méně výhodná. Mezi oběma společnostmi (StEG a KFNB) nadále panovaly velmi napjaté vztahy. Trať z Vídně do Podmokel pak považovala Rakouská společnost státní dráhy za svoji hlavní magistrálu.
Společnost státní dráhy vybudovala další stovky kilometrů tratí, odkoupila Vídeňsko-rábskou dráhu i s jejím vídeňským nádražím, které pak sloužilo jako její hlavní stanice v metropoli monarchie. Toto „Státní nádraží“, později „Východní nádraží“, se nacházelo od roku 1870 až do roku 2009 na místě, kde stojí v současnosti Vídeňské hlavní nádraží (Wien Hauptbahnhof). Finančně ovládla StEG i českou společnost České obchodní dráhy, která se jí pokoušela svými místními drahami v 80. letech 19. století konkurovat.
V době, kdy nový „lokálkový“ zákon od 80. let usnadnil budování místních drah zjednodušením předpisů a státními garancemi, se i StEG aktivně přidala k tomuto trendu. Svoji první lokálku postavila roku 1882 z Poříčan do Sadské. Během 15 let firma postavila 359 km místních tratí. Některé místní dráhy získala odkupem od jiných společností.
K firmě též patřila vlastní továrna na výrobu lokomotiv ve Vídni, která dodávala nové stroje jak pro samotnou StEG, tak i pro další společnosti.

## Zestátnění
Uherská část její sítě byla zestátněna již roku 1891, kdy byla začleněna do státních drah MÁV (přičemž již v roce 1882 byla na základě rakousko-uherského vyrovnání rozdělena na dva sesterské podniky). Podobně se i v rakouské části monarchie v souladu se státní dopravní strategií, kterou se stát snažil uplatňovat od 80. let, začala chystat velká zestátňovací akce. Na rozdíl od mnohých jiných železničních společností, jež se často ve svém podnikání neobešly bez státní podpory, se v případě StEG jednalo o velmi výdělečný podnik. Např. v roce 1906 vykázala firma na kilometr provozní délky příjem 54 313 rakouských korun, což bylo o více než 20 tisíc korun více, než příjem, který vykazovaly státní dráhy. Zřejmě i kvůli špatnému renomé firmy u veřejnosti proběhlo projednávání návrhu říšského zákona překvapivě hladce a firma byla v roce 1909 zestátněna spolu s dvěma dalšími velkými firmami - Rakouskou severozápadní dráhou a Jihoseveroněmeckou spojovací dráhou. Pojem zestátnění však v tomto případě nemůžeme srovnávat s aktem znárodnění, jak ho známe např. z Československa z 50. let 20. století. Zestátnění v Rakousko-uherské monarchii probíhalo vždy podle platných zákonů a v souladu s koncesními podmínkami, nebo s podmínkami privilegií a akcionáři firem při tomto aktu nepřišli zkrátka.
V roce 1909 tak vyvrcholila snaha o novou dopravní politiku v monarchii. Od tohoto roku zůstávaly v rámci území budoucího Československa v soukromých rukách pouze některé místní dráhy a tři větší firmy - Ústecko-teplická dráha, Košicko-bohumínská dráha a Buštěhradská dráha.